# London-Marathon 1999
| 19. London-Marathon    | 19. London-Marathon               |
| ---------------------- | --------------------------------- |
| Stadt                  | London, Vereinigtes Königreich    |
| Datum                  | 18. April 1999                    |
| Distanz                | 42,195 Kilometer                  |
| Sieger                 |                                   |
| Männer                 | Abdelkader El Mouaziz (2:07:57 h) |
| Frauen                 | Joyce Chepchumba (2:23:22 h)      |
| ← London-Marathon 1998 | London-Marathon 2000 →            |
| Website                | Offizielle Website                |

Der London-Marathon 1999 war die 19. Ausgabe der jährlich stattfindenden Laufveranstaltung in London, Vereinigtes Königreich. Der Marathon fand am 18. April 1999 statt.
Bei den Männern gewann Abdelkader El Mouaziz in 2:07:57 h, bei den Frauen Joyce Chepchumba in 2:23:22 h.

## Ergebnisse

### Männer
| Platz | Athlet                | Land                   | Zeit (h) |
| ----- | --------------------- | ---------------------- | -------- |
| 01    | Abdelkader El Mouaziz | Marokko                | 2:07:57  |
| 02    | António Pinto         | Portugal               | 2:09:00  |
| 03    | Abel Antón            | Spanien                | 2:09:41  |
| 04    | Jon Brown             | Vereinigtes Königreich | 2:09:44  |
| 05    | Josephat Kiprono      | Kenia                  | 2:09:49  |
| 06    | Giacomo Leone         | Italien                | 2:10:03  |
| 07    | Alberto Juzdado       | Spanien                | 2:10:08  |
| 08    | Domingos Castro       | Portugal               | 2:10:24  |
| 09    | Simon Mphulanyane     | Südafrika              | 2:10:56  |
| 10    | Yasuaki Yamamoto      | Japan                  | 2:11:13  |

### Frauen
| Platz | Athletin              | Land       | Zeit (h) |
| ----- | --------------------- | ---------- | -------- |
| 01    | Joyce Chepchumba      | Kenia      | 2:23:22  |
| 02    | Adriana Fernández     | Mexiko     | 2:24:06  |
| 03    | Maria Manuela Machado | Portugal   | 2:25:09  |
| 04    | Nicole Carroll        | Australien | 2:25:52  |
| 05    | Elana Meyer           | Südafrika  | 2:27:18  |
| 06    | Taeko Terauchi        | Japan      | 2:28:31  |
| 07    | Kerryn McCann         | Australien | 2:28:44  |
| 08    | Angelina Kanana       | Kenia      | 2:29:47  |
| 09    | Viviane de Oliveira   | Brasilien  | 2:32:17  |
| 10    | Maria Guadalupe Loma  | Mexiko     | 2:36:42  |